# キャレット

縦棒型のキャレット

キャレット・脱字符号（英: caret）は、校正で、脱字の挿入を指示する記号。挿入位置の下（縦書きでは横）に山形を書き、その下に挿入したい文字を書く。なお、単なる脱字でなく長い語句を挿入したいときは、キャレットの代わりにブレースを使う。
コンピュータの文字入力画面で、入力文字の挿入位置、つまり、カーソルとしても使われる。言葉どおりキャレット型のもののほか、点滅する縦棒などさまざまな形式のものがある。また、制御文字を表現するのに、キャレットとアルファベットを使ったキャレット記法が用いられる。
また、「^」（サーカムフレックス、ASCIIの 0x5E）や、「∧」（ウェッジ、数学記号で論理積や外積を表す）を、字形の類似から「キャレット」と呼ぶこともある。

## 符号位置
| 記号 | Unicode | JIS X 0213 | 文字参照         | 名称                  |
| ---- | ------- | ---------- | ---------------- | --------------------- |
| ‸    | U+2038  | -          | &#x2038; &#8248; | キャレット CARET      |
| ⁁    | U+2041  | -          | &#x2041; &#8257; | Caret Insertion Point |